# سوده بنت زمعه
سوده بنت زمعه (به عربی: سودة بنت زمعة) همسر دوم محمد پیامبر اسلام بود، که پس از فوت ام المؤمنین خدیجه و پیش از  عایشه به ازدواج محمد درآمد.

## زندگی
او دختر زمعه بن قیس بن عبدشمس بن عبدود بن نصر بن مالک بن حسل بن عامر بن لؤی بن غالب بود. مادرش شموس بنت قیس از خاندان بنی‌نجار از قبیله خزرج در مدینه بود.
سوده قبل از ازدواج با محمد، همسر پسر عمویش، سکران بن عمرو بود. او با شوهرش در مکه، اسلام پذیرفتند و در هجرت دوم به حبشه شرکت کردند. پس از برگشت از حبشه به مکه سکران درگذشت.
علامه عسکری زندگی سوده و ازدواج او با پیامبر اسلام را چنین نگاشته است:

«سوده در ابتدا با پسر عموی خود «سکران» ازدواج کرد و صاحب پسری بنام عبدالله شد و به همراهی دیگر مسلمانان که برای دومین بار به حبشه مهاجرت می‌کردند، راهی آن دیار شد. سکران پس از مراجعت از حبشه در مکه درگذشت و سوده را بی‌پناه و بی‌سرپرست به جای گذاشت. رسول خدا نیز پس از وفات خدیجه سوده را به عقد خود درآورد.»

بعد از بیوه شدن، پدرش او را به محمد داده بود. در منابع اهل سنت بعد از مرگ خدیجه، خوله بنت حکیم، سوده و عایشه را به محمد پیشنهاد داد و محمد نیز پذیرفت.
به نقل از روایت ابن‌عباس؛ سوده که علاقه محمد به عایشه را می‌دانست، می‌ترسید محمد او را طلاق دهد، از این رو گفت: مرا طلاق ندهید و نوبت مرا برای عایشه قرار دهید، عایشه از وی گفته است: کسی نزد من محبوبتر از سوده نبود. آیه ۱۲۸ سوره نسا محض این ماجراست: (و اگر زنی از طغیان و سرکشی یا اعراض شوهرش، بیم داشته باشد، مانعی ندارد با هم صلح کنند و زن یا مرد از پاره‌ای از حقوق به خاطر صلح صرفنظر کنند و صلح بهتر است). محسن قرائتی در تفسیر نور به نقل از جعفر صادق درباب تفسیر این آیه می‌گوید: این آیه مربوط به کسی است که از همسرش لذتی نمی‌برد و بنای طلاقش را دارد، زن می‌گوید: «مرا طلاق نده، اگر خواستی همسر دیگری بگیری و مرا هم داشته باش.
سوده به روایاتی ۵۰ سال سن داشت و برای نگهداری از فرزندان محمد و همچنین اداره خانه به آنجا آمد. سوده در آخرین سال خلافت عمر از دنیا رفت.